# Holopogon albosetosus
Holopogon albosetosus är en tvåvingeart som beskrevs av Ignaz Rudolph Schiner 1867. Holopogon albosetosus ingår i släktet Holopogon och familjen rovflugor. Inga underarter finns listade i Catalogue of Life.